# Sifonoforer
Sifonoforer (Siphonophora) är en ordning av nässeldjur och ingår i klassen hydrozoer. Enligt Catalogue of Life omfattar ordningen ungefär 200 arter som placeras i 17 familjer. Sifonoforer består av flera organismer som lever i kolonier tillsammans. Till ordningen hör flera arter som liknar maneter, exempelvis blåsmaneten, mer känd som örlogsman.

## Beskrivning
Sifonoforer består av medusor och polypiska organismer, så kallade zooider, som är morfologiskt och funktionellt specialiserade och lever i kolonier. Varje zooid är en individ, men deras integration med varandra är så stark att kolonin uppnår karaktären av en stor organism. De flesta zooiderna är så pass specialiserade att de saknar förmåga att överleva på egen hand. Sifonoforer kan beskrivas som att de är på gränsen mellan koloniala och komplexa flercelliga organismer.
Likt andra hydrozoer så kan vissa Sifonoforer avge ljus. En Sifonofor av släktet Erenna har upptäckts på ett djup av cirka 1600 meter utanför Monterey, Kalifornien. Individerna från dessa kolonier är fastbundna som en fjäderboa. De lever av små djur som de fångar med hjälp av nässelceller. Bland nässelcellerna finns stjälkar med rödlysande ändar. Spetsarna rycker fram och tillbaka, vilket skapar en blinkande effekt. Blinkande rött ljus lockar troligen till sig de små fiskar som Sifonoforer äter. Medan många havsdjur producerar blå och grön bioluminiscens så verkar denna Sifonoforer och fisken Chirostomias pliopterus vara ensamma om att producera rött ljus.

## Familjer
Familjer enligt Catalogue of Life och Dyntaxa:
- Abylidae
- Agalmatidae
- Forskaliidae
- Apolemiidae
- Athorybiidae
- Clausophyidae
- Diphyidae
- Erennidae
- Forskaliidae
- Hippopodiidae
- Physaliidae
- Physophoridae
- Prayidae
- Pyrostephidae
- Rhizophysidae
- Rhodaliidae
- Sphaeronectidae

## Bildgalleri

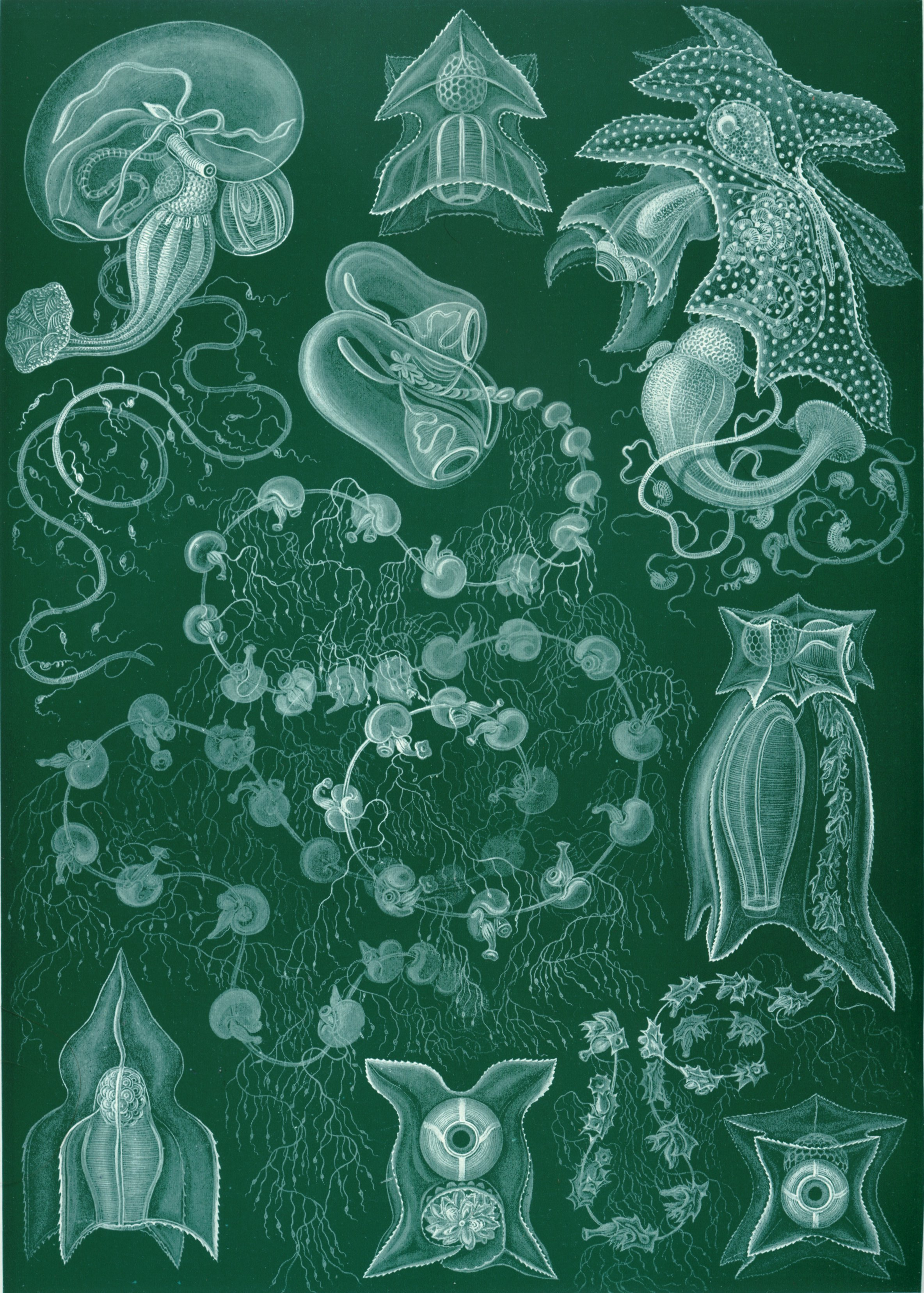
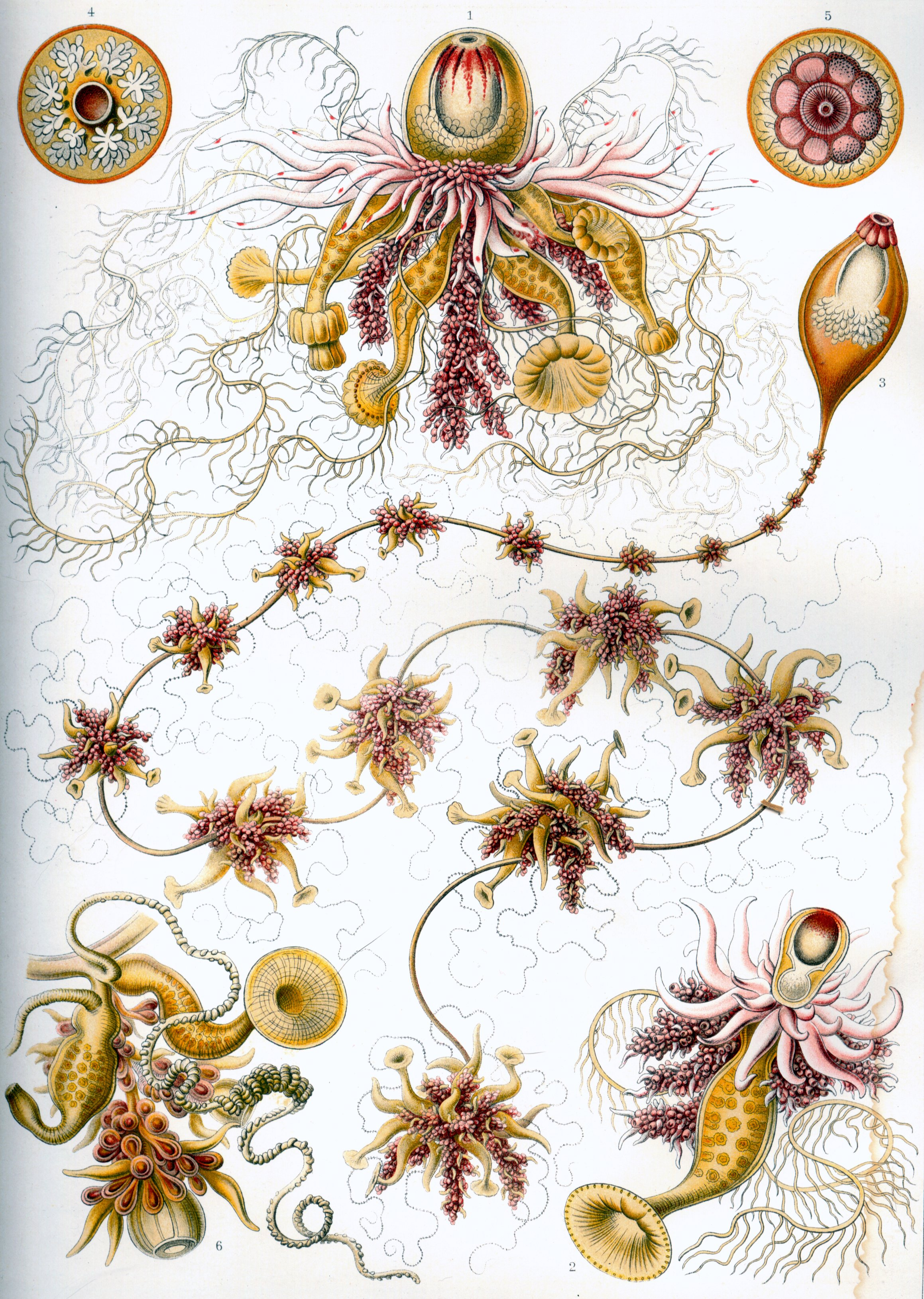
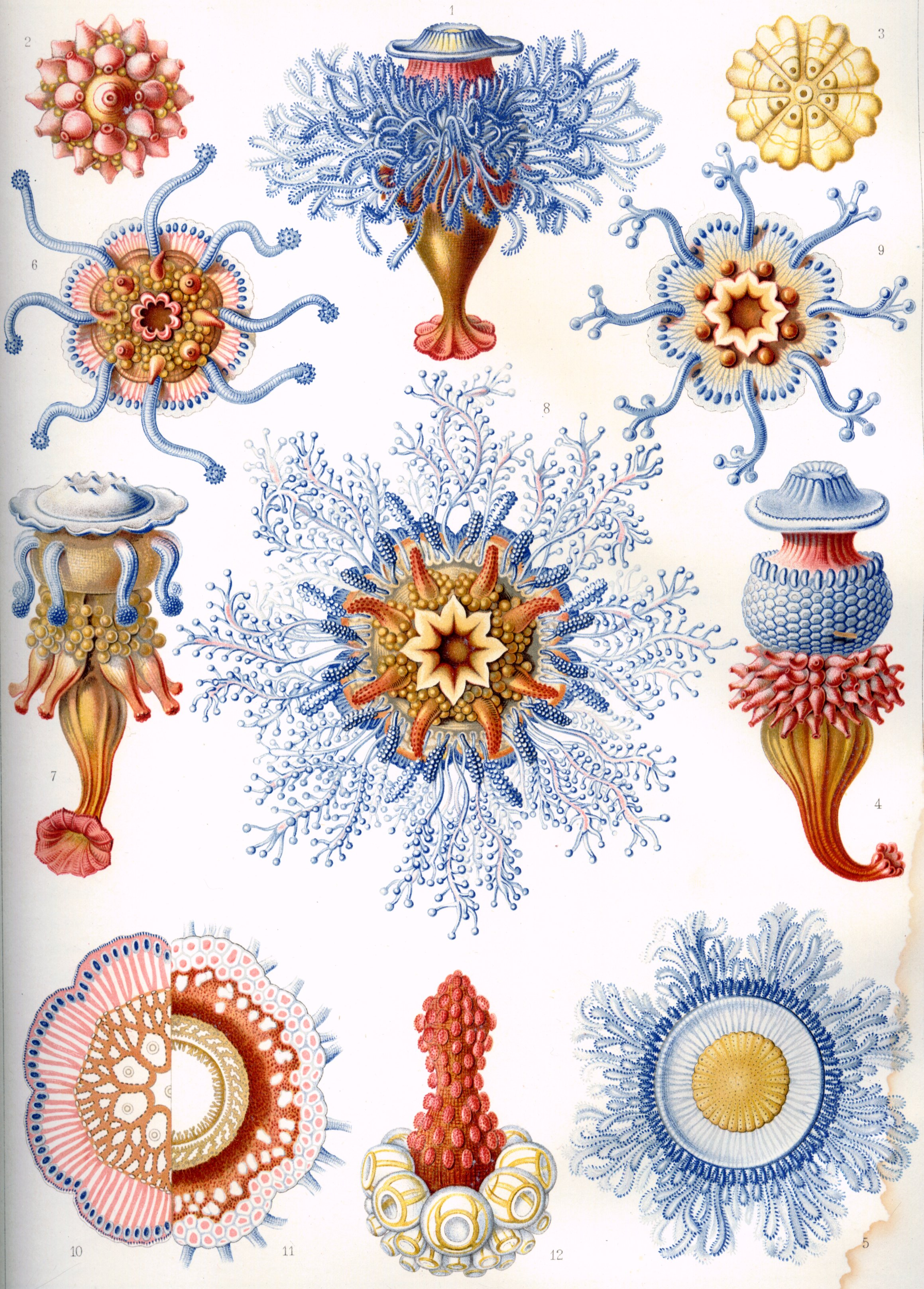
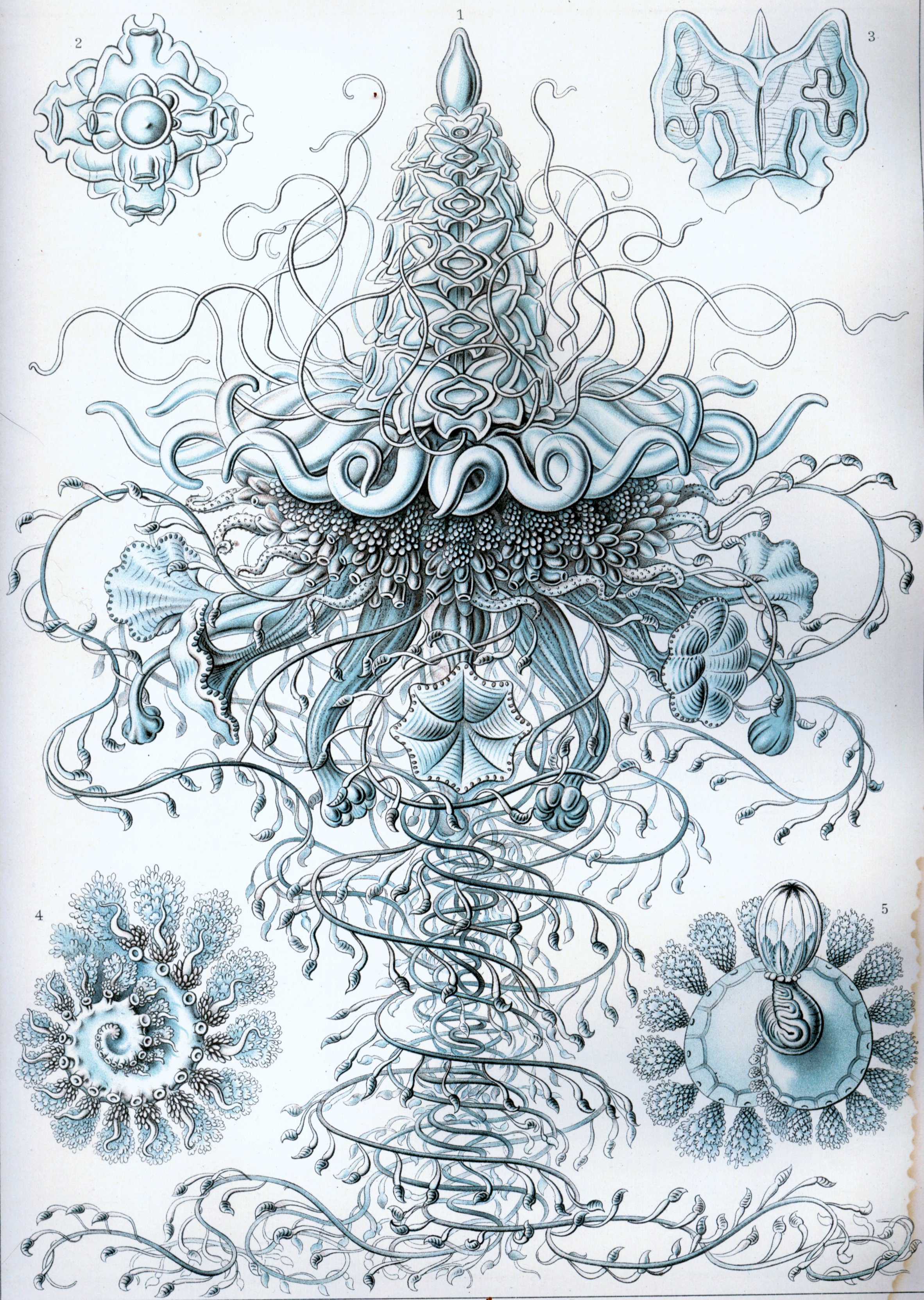
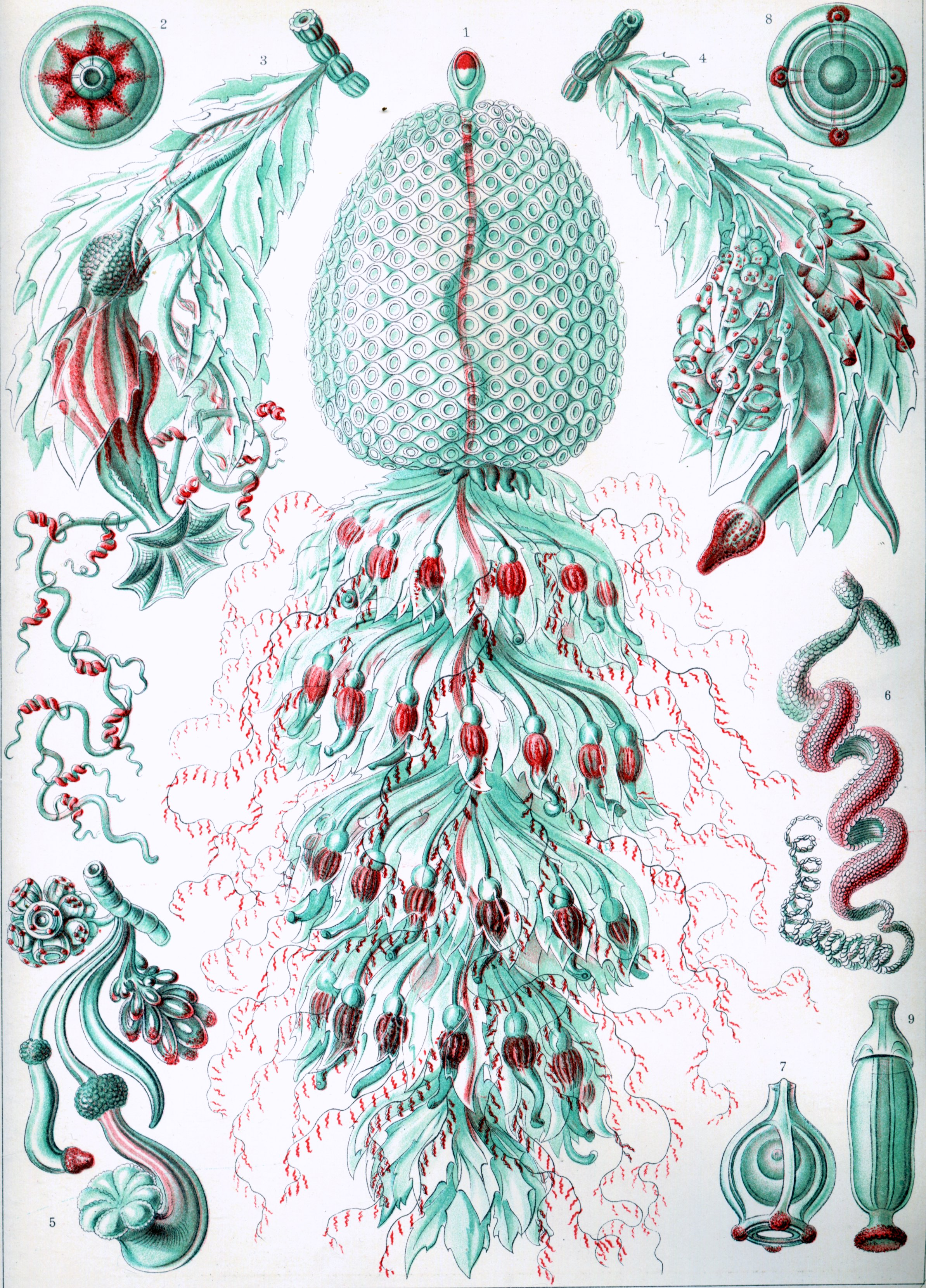